# Margbensonia thevetiiflia
Margbensonia thevetiiflia là một loài thực vật hạt trần trong họ Thông tre. Loài này được (Zipp. ex Blume) A.E. Bobrov & Melikyan miêu tả khoa học đầu tiên năm 1998.